# Радик Василь Іванович
Василь Іванович Радик (угор. Radik László, нар. 1913, Закарпаття, Австро-Угорщина) — колишній чехословацький, угорський, український та радянський футболіст, згодом — радянський та український футбольний тренер, суддя та громадський спортивний діяч. Грав на позиції захисника. Дворазовий чемпіон Словаччини (1933, 1936), триразовий чемпіон України (1946, 1950, 1953) та володар кубка УРСР з футболу (1950).

## Клубна кар'єра
Його футбольна кар'єра розпочалася на початку тридцятих років, коли поступив до ужгородської вчительскої семінарії і почав грати з іншими юнацькими командами міста. Незабаром він став членом другого, а у 1933 році і основного складу «Русі» (Ужгород), яка тоді виступала у словацькій групі другої ліги першості Чехословаччини. Для нього і взагалі для всієї команди цей рік вважався етапним, бо вона тоді вчетверте підряд виграла чемпіонат Підкарпатської Русі та східної Словаччини і виборола звання її абсолютного чемпіона. Він вже з перших матчів дуже надійно грав на позиції правого або центрального захисника цієї команди, яка у 1936 році знову стала золотим призером першості Словаччини, виграла стикові ігри і завоювала право участі у вищій державній лізі чехословацького футболу. Протягом 1939 —1945 років він продовжив виступати в складі «Русі» (Ужгород), яка разом із теж ужгородською командою «УАК» та мукачівським «МШЕ» представляли край у чемпіонаті Угорщини серед команд другої ліги. У 1946 році його запросили до новоутворенного «Спартака» (Ужгород), у складі якого провів два сезони і у якому закінчив свою ігрову кар'єру. При його участі ужгородська команда майстрів у 1946 році виборола золоті медалі першості України.

## Кар'єра тренера
Після завершення своєї ігрової кар'єри він став футбольним суддєю, закінчив тренерську школу і на громадських засадах брав активну участь у спортивному житті міста та краю. У 1950 —1952 роках працював головним тренером команди майстрів «Спартак» (Ужгород), а у 1953 році — тренером. У 1950 році «Спартак» під його керівництвом зробив «золотий дубль», здобувши крім звання чемпіона України ще й Кубок УРСР, а у 1953 році команда вдячно і його тренерській діяльності вже в третій раз виграла Чемпіонат УРСР.

## Досягнення
- Чемпіон Словаччини з футболу (2): 1933, 1936
- Чемпіон УРСР з футболу (3): 1946, 1950, 1953
- Володар кубка УРСР з футболу (1): 1950